# Scipopus striatithorax
Scipopus striatithorax är en tvåvingeart som beskrevs av Willi Hennig 1934. Scipopus striatithorax ingår i släktet Scipopus och familjen skridflugor. Inga underarter finns listade i Catalogue of Life.